# Dompierre-les-Églises
Dompierre-les-Églises (tiếng Occitan: Dòmpièrre) là một xã của tỉnh Haute-Vienne, thuộc vùng Nouvelle-Aquitaine, miền trung nước Pháp.